# Nuon N.V.
Vattenfall Nederland  est une entreprise néerlandaise de production, transport et distribution d'énergie.

## Description

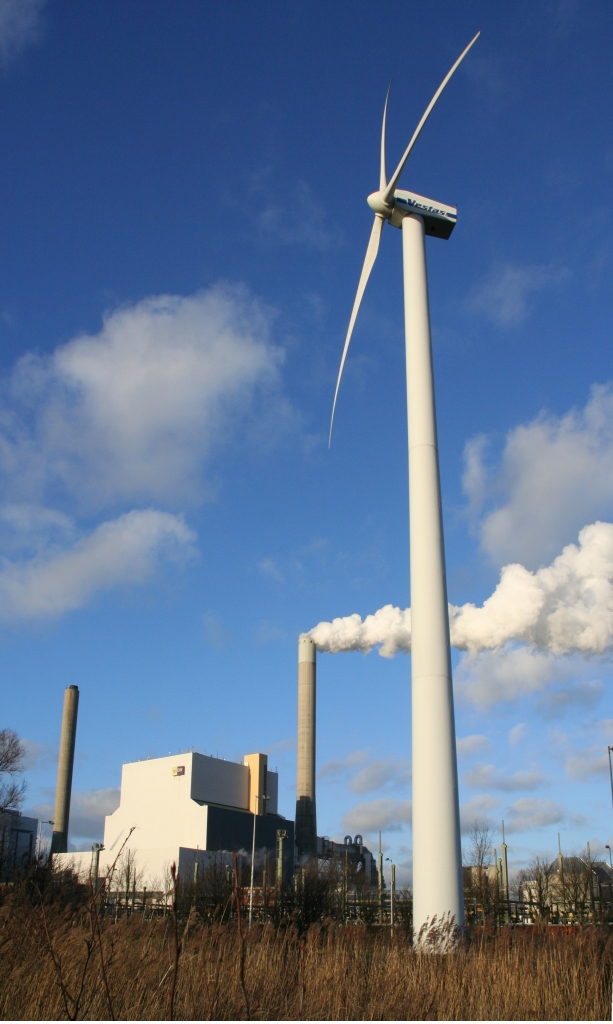
Centrale thermique et éolienne Nuon à Amsterdam

L'entreprise exerce ses activités aux Pays-Bas, elle a plus de 2,4 millions de clients et emploie environ 4 200 personnes.
Les principaux actionnaires de Nuon étaient les provinces de Gueldre, de Frise, de Hollande-Septentrionale et la municipalité d'Amsterdam.
Après un projet de fusion avorté de 24 milliards d'euros en 2007 avec Essent, son homologue néerlandais, Nuon est racheté en 2009 par le suédois Vattenfall pour un total de 10,5 milliards d'euros.
Le 27 juillet 2011, Nuon Belgium est rachetée par le pétrolier italien ENI: "N.V. Nuon Energy, une filiale de Vattenfall AB, a conclu un accord définitif avec Eni pour la vente des activités belges de Vattenfall pour une somme d’environ 157 millions d’euros, basée sur la valeur de l’entreprise. La transaction comprend Nuon Belgium SA, qui couvre environ 550 000 connexions d’électricité et de gaz, ainsi que ses filiales Nuon Wind Belgium SA et Nuon Power Generation Walloon SA ».